# Stella Carnacina
Stella Carnacina (Roma, 24 febbraio 1955) è una cantante e attrice italiana.

## Biografia
Nipote del gastronomo Luigi Carnacina e sorella dell'attrice Germana e del cantante Lanfranco Carnacina, ha esordito a 14 anni come modella in spot pubblicitari. Ha iniziato la carriera di attrice quando ancora studiava all'istituto d'arte; dotata di un fisico da pin-up, si è fatta notare in alcune pellicole nei primi anni settanta, spesso in ruoli della commedia sexy all'italiana.
Alla metà dello stesso decennio, ha debuttato anche come cantante: dotata di una voce esile ma intonata, il suo maggior successo è stato Rosso sera, nel 1977, singolo che verrà pubblicato anche in Germania.
Nel 1975 ha posato per l'edizione italiana di Playboy.
Nel 1977 ha partecipato al programma televisivo Arrivano i mostri, trasmesso da Rai Rete 1.
Nei primi anni ottanta ha lavorato come annunciatrice supplente per la Fininvest, apparendo su Canale 5 ed Italia 1.
Nel 1982 ha condotto un programma televisivo dedicato al Discoverde, sezione del Festivalbar di quell'anno riservata agli artisti emergenti.
Ha condotto anche Castrocaro.
Nel 1984 ha inciso la sigla del programma televisivo Amare te, scritta da Guido e Maurizio De Angelis.
Dopo altri dischi ha abbandonato la carriera di cantante, continuando soltanto con la recitazione.
In seguito ha intrapreso l'attività di agente immobiliare, lavorando in proprio.

## Discografia

### Singoli
- 1976: Tanto tanto teneramente/Il giorno dell'amore (WJK Record, K 00449)
- 1977: Rosso sera/Il giorno dell'amore (Yep, 00695)
- 1978: How wonderful you are/For away (Eleven, EL 80)
- 1980: Che stupida serata/Tu...io (Eleven)
- 1982: Antille/Stella d'Antille (CBS, CBS A 1914)
- 1984: Amare te/Luci di New York (Young Records, YR 02180)
- 1985: Non basterà/Sola (Young Records, YR 019)

### Singoli pubblicati fuori dall'Italia
- 1977: Rosso sera/Il giorno dell'amore (pubblicato in Germania con copertina fotografica diversa dall'edizione italiana)[3]

## Filmografia
- Il sole nella pelle, regia di Giorgio Stegani (1971)
- Ancora una volta prima di lasciarci, regia di Giuliano Biagetti (1973)
- Tony Arzenta (Big Guns), regia di Duccio Tessari (1973) – non accreditata
- La polizia è al servizio del cittadino?, regia di Romolo Guerrieri (1973)
- Troppo rischio per un uomo solo, regia di Luciano Ercoli (1973)
- A forza di sberle, regia di Bruno Corbucci (1974)
- L'ossessa, regia di Mario Gariazzo (1974)
- Bello come un arcangelo, regia di Alfredo Giannetti (1974)
- San Pasquale Baylonne protettore delle donne, regia di Luigi Filippo D'Amico (1976)
- Atti impuri all'italiana, regia di Oscar Brazzi (1976)
- Arrivano i mostri – programma televisivo, 3 episodi (1977)
- Ring, regia di Luigi Petrini (1978)
- Nel silenzio della notte, regia di Mario Caiano – film TV (1979)
- White Pop Jesus, regia di Luigi Petrini (1980)
- Vigili e vigilesse, regia di Francesco Prosperi (1982)
- Apocalisse di un terremoto, regia di Sergio Pastore (1982)